# Окрети
Окрети (итал. Ocretti) је насељено место у Републици Хрватској у Истарској жупанији. Административно је у саставу општине Канфанар.

## Географија
Насеље се налази у централној Истри, 22 км од Пазина, а 2 км јужно од центра општине Канфанар. Становништво се бави пољопривредом и сточарством.

## Историја
До територијалне реорганизације У Хрватској налазило се у саставу старе општине Ровињ.

## Становништво
Према попису становништва из 2011. године у насељу Окрети било је 40 становника који су живели у 12 породичних домаћинстава.
Кретање броја становника по пописима 1857—2001.
| година пописа   | 1857. | 1869. | 1880. | 1890. | 1900. | 1910. | 1921. | 1931. | 1948. | 1953. | 1961. | 1971. | 1981. | 1991. | 2001. | 2011. |
| Број становника | 0     | 0     | 34    | 67    | 33    | 53    | 0     | 0     | 64    | 64    | 50    | 41    | 33    | 36    | 38    | 40    |

Напомена: У 1857. 1869. 1921. и 1931, подаци су садржани у насељу Канфанар. Од 1880. до 1910. означавано као део насеља.